# Championnat du Japon de football de quatrième division 2023
 (mars 2023).
Navigation
JFL 2022 JFL 2024
Le Championnat du Japon de football de quatrième division 2023 est la dixième saison du quatrième niveau du football japonais et la 25e édition de la Japan Football League (JFL). Le championnat débute le 12 mars 2023 et s'achève le 26 novembre 2023.
Comprenant quinze équipes, dont Briobecca Urayasu (en) et Okinawa SV, promus des ligues régionales, le championnat est remporté par le Honda FC pour la 6e fois. Le 3 décembre 2023 aura lieu le match de barrage de relégation pourOkinawa SV, qui a terminé dernier et qui affrontera le vainqueur des ligues régionales 2023.

## Fonctionnement
La saison 2023 de la JFL est la première saison qui permet la relégation et la promotion à partir de la J3 League. La promotion du vainqueur de la JFL et du deuxième est cependant conditionnelle. Les clubs doivent avoir une licence de la J.League. Si seul le vainqueur a une licence, il est automatiquement promu contre le 20e de la J3 League, mais si seulement le deuxième a une licence, des matches de barrage de promotion auront lieu contre le 20e de la J3 League. Si les deux ont une licence, un barrage aura lieu pour le deuxième de la JFL contre le 19e de la J3 League. Aucun échange n'aura lieu si aucun des clubs n'a une licence. Les barrages de promotion/relégation, s'il y a lieu, se dérouleront entre le 9 et le 16 décembre, avec prolongation et tirs au but possibles.
Le 23 janvier 2023, dû au retrait de FC Kagura Shimane (en), qui est dissout pour cause de problèmes financiers, après que les tableaux de la ligue soient déjà faits, le schéma de prolongation/relégation avec les ligues régionales est refait. Puisque seulement 15 équipes sont présentes, le vainqueur des ligues régionales 2023 sera automatiquement promu en JFL, tandis que le deuxième participera à un match de barrage de promotion contre le 15e de la JFL.
Aussi, le 27 janvier, les clubs Honda Lock SC et MIO Biwako Shiga changent leurs noms pour Minebea Mitsumi FC et Reilac Shiga respectivement.

## Les clubs participants
Après le précédent championnat de 2022, le vainqueur Nara Club et le deuxième, FC Osaka, ont tous deux été promus en J3 League.
À la conclusion des ligues régionales 2022, Okinawa SV et Briobecca Urayasu (en), vainqueur et deuxième de l'édition, étaient admissible pour une promotion en JFL. Une rencontre a lieu le 6 décembre 2022 pour déterminer s'ils pouvaient être promus. Dans le cas où ils n'auraient pas été approuvés, les 3e et 4e place auraient aussi été éligiblies pour la promotion, et ainsi de suite, dans le cas de l'édition 2022 Tochigi City FC et FC Kariya (en). À l'issue de la rencontre de la JFL, Okinawa SV et Briobecca Urayasu sont tous deux promus. 
En gras les clubs avec une licence de la J.League et en italique ceux qui ont appliqué pour.
| Club                        | Dernière montée | Ville                | Classement 2022                 | Entraîneur              | Depuis | Stade                                                                                    | Capacité | Nombre de saisons |
| --------------------------- | --------------- | -------------------- | ------------------------------- | ----------------------- | ------ | ---------------------------------------------------------------------------------------- | -------- | ----------------- |
| Honda FC                    | 2014            | Hamamatsu            | 3e                              | Hidekazu Kobayashi      | 2023   | Honda Miyakoda Soccer Stadium (en)                                                       | 2 506    | 10                |
| ReinMeer Aomori (en)        | 2016            | Aomori               | 4e                              | Kei Shibata (en)        | 2022   | Nouveau parc des sports de la préfecture d'Aomori (ja) (Kakuhiro Group Athletic Stadium) | 20 809   | 8                 |
| Maruyasu Okazaki (en)       | 2014            | Okazaki              | 5e                              | Hiroyasu Ibata (en)     | 2021   | Stade Maruyasu Okazaki Ryūhoku (ja)                                                      | 5 000    | 10                |
| Tokyo Musashino United (en) | 2014            | Musashino            | 6e                              | Hiroki Yoda             | 2022   | Stade athlétique municipal de Musashino                                                  | 5 188    | 10                |
| Veertien Mie (en)           | 2017            | Préfecture de Mie    | 7e                              | Yasuhiro Higuchi (en)   | 2022   | Lapita Tōin Stadium (ja)                                                                 | 5 077    | 2                 |
| Verspah Oita (en)           | 2014            | Yufu, Beppu et Ōita  | 8e                              | Takashi Yamahashi       | 2021   | Terrain Resonac Soccer Rugby (ja)                                                        | 4 700    | 10                |
| Suzuka Point Getters        | 2019            | Suzuka               | 9e                              | Yasutoshi Miura         | 2021   | AGF Suzuka Athletic Stadium (ja)                                                         | 1 450    | 5                 |
| Minebea Mitsumi             | 2014            | Miyazaki             | 10e                             | Yōsuke Miyaji (en)      | 2013   | Stade Hinata (en)                                                                        | 20 000   | 10                |
| Kochi United                | 2020            | Kōchi                | 11e                             | Takafumi Yoshimoto (en) | 2022   | Stade Kōchi Haruno (en)                                                                  | 25 000   | 4                 |
| Tiamo Hirakata (en)         | 2021            | Hirakata             | 13e                             | Takahiro Futagawa       | 2023   | Stade Tamayura (ja)                                                                      | 2 500    | 3                 |
| Sony Sendai                 | 2014            | Tagajō               | 14e                             | Jun Suzuki              | 2022   | Stade Miyagi Seikyō Megumino (ja)                                                        | 10 000   | 10                |
| Criacao Shinjuku (en)       | 2022            | Shinjuku (Tokyo)     | 15e                             | Hideaki Kitajima        | 2023   | Terrain Ajinomoto Nishigaoka (en)                                                        | 7 258    | 2                 |
| Reilac Shiga                | 2014            | Kusatsu              | 16e                             | Akira Teramine          | 2023   | Stade Higashinomi Nunobiki Green (ja)                                                    | 5 060    | 10                |
| Okinawa SV                  | 2023            | Préfecture d'Okinawa | 1er (Ligue régionale 2022 (en)) | Naohiro Takahara        | 2021   | Stade Tapic Kenso Hiyagon (en)                                                           | 10 189   | 1                 |
| Briobecca Urayasu (en)      | 2023            | Urayasu              | 2e (Ligue régionale 2022 (en))  | Satoshi Tsunami         | 2019   | Stade Kashiwanoha (en)                                                                   | 20 000   | 3                 |

- Promu de la Ligue régionale 2022 (en)

### Localisation des clubs
| \| Clubs du Grand Tokyo · Tokyo Musashino United (en) (Tokyo) · Criacao Shinjuku (en) (Tokyo) Grand Tokyo Honda FC ReinMeer Aomori Maruyasu Okazaki Veertien Mie Verspah Oita Suzuka Point Getters Minebea Mitsumi Kochi United Tiamo Hirakata Sony Sendai Reilac Shiga Briobecca Urayasu Okinawa SV \| Localisation des clubs engagés dans le championnat. |
| Clubs du Grand Tokyo · Tokyo Musashino United (en) (Tokyo) · Criacao Shinjuku (en) (Tokyo) Grand Tokyo Honda FC ReinMeer Aomori Maruyasu Okazaki Veertien Mie Verspah Oita Suzuka Point Getters Minebea Mitsumi Kochi United Tiamo Hirakata Sony Sendai Reilac Shiga Briobecca Urayasu Okinawa SV                                                           |

| Clubs du Grand Tokyo · Tokyo Musashino United (en) (Tokyo) · Criacao Shinjuku (en) (Tokyo) Grand Tokyo Honda FC ReinMeer Aomori Maruyasu Okazaki Veertien Mie Verspah Oita Suzuka Point Getters Minebea Mitsumi Kochi United Tiamo Hirakata Sony Sendai Reilac Shiga Briobecca Urayasu Okinawa SV |

## Compétition

### Classement
Source : Japan Football League sur jfl.or.jp
| Rang | Équipe                 | Pts | J  | G  | N  | P  | Bp | Bc | Diff |
| ---- | ---------------------- | --- | -- | -- | -- | -- | -- | -- | ---- |
| 1    | Honda FC               | 53  | 28 | 15 | 8  | 5  | 51 | 26 | +25  |
| 2    | Briobecca Urayasu P    | 45  | 28 | 12 | 9  | 7  | 42 | 35 | +7   |
| 3    | Reilac Shiga           | 44  | 28 | 11 | 11 | 6  | 47 | 37 | +10  |
| 4    | Sony Sendai            | 43  | 28 | 11 | 10 | 7  | 46 | 40 | +6   |
| 5    | ReinMeer Aomori        | 42  | 28 | 11 | 9  | 8  | 30 | 24 | +6   |
| 6    | Verspah Oita           | 40  | 28 | 10 | 10 | 8  | 28 | 29 | -1   |
| 7    | Kochi United           | 38  | 28 | 10 | 8  | 10 | 30 | 26 | +4   |
| 8    | Maruyasu Okazaki       | 37  | 28 | 9  | 10 | 9  | 34 | 34 | 0    |
| 9    | Suzuka Point Getters   | 36  | 28 | 10 | 6  | 12 | 34 | 41 | -7   |
| 10   | Veertien Mie           | 35  | 28 | 9  | 8  | 11 | 35 | 32 | +3   |
| 11   | Criacao Shinjuku       | 34  | 28 | 10 | 4  | 14 | 25 | 33 | -8   |
| 12   | Tiamo Hirakata         | 34  | 28 | 8  | 10 | 10 | 32 | 42 | -10  |
| 13   | Tokyo Musashino United | 32  | 28 | 9  | 5  | 14 | 30 | 36 | -6   |
| 14   | Minebea Mitsumi        | 31  | 28 | 8  | 7  | 13 | 35 | 44 | -9   |
| 15   | Okinawa SV P           | 26  | 28 | 7  | 5  | 16 | 18 | 38 | -20  |

Relégation en Ligue régionale 2024
- 20e : relégation sous conditions en Ligue régionale [Note 1].

Abréviations
P : Promu de Ligue régionale de football des Champions (en)

### Résultats
Le tableau suivant récapitule les résultats « aller » et « retour » du championnat :
| Résultats (▼dom., ►ext.)                                   | HON | BRI | RLS | SON | REI | VRS | KCU | MAR | SPG | VEE | CRI | TIA | TMU | MIM | OSV |
| Honda FC                                                   |     | 1-2 | 1-0 | 1-2 | 0-0 | 1-1 | 1-0 | 1-0 | 3-4 | 2-0 | 3-1 | 1-1 | 0-0 | 0-1 | 3-1 |
| Briobecca Urayasu                                          | 1-1 |     | 1-1 | 3-2 | 2-1 | 2-0 | 1-3 | 1-1 | 1-3 | 2-1 | 1-0 | 1-1 | 2-0 | 4-1 | 0-0 |
| Reilac Shiga                                               | 2-2 | 3-1 |     | 1-3 | 1-3 | 1-1 | 1-0 | 1-5 | 1-2 | 0-0 | 2-0 | 2-0 | 3-0 | 2-2 | 3-0 |
| Sony Sendai                                                | 2-1 | 2-2 | 0-0 |     | 1-1 | 2-2 | 3-3 | 1-3 | 1-1 | 1-1 | 1-0 | 5-0 | 2-1 | 5-3 | 3-2 |
| ReinMeer Aomori                                            | 2-3 | 1-0 | 3-2 | 3-1 |     | 0-1 | 1-0 | 1-0 | 4-1 | 1-1 | 1-1 | 1-1 | 2-1 | 1-0 | 1-0 |
| Verspah Oita                                               | 2-3 | 2-1 | 0-1 | 0-0 | 0-0 |     | 0-0 | 1-0 | 0-0 | 0-4 | 0-1 | 1-1 | 1-0 | 5-5 | 0-1 |
| Kochi United                                               | 1-1 | 2-1 | 1-1 | 2-0 | 0-1 | 2-0 |     | 2-1 | 2-2 | 1-0 | 1-0 | 0-0 | 0-1 | 0-0 | 1-0 |
| Maruyasu Okazaki                                           | 1-1 | 0-2 | 2-3 | 3-1 | 0-0 | 1-1 | 2-2 |     | 2-2 | 0-3 | 1-0 | 1-1 | 2-1 | 3-2 | 1-0 |
| Suzuka Point Getters                                       | 0-4 | 1-2 | 0-3 | 1-3 | 2-1 | 0-1 | 1-0 | 3-0 |     | 0-1 | 1-2 | 2-1 | 2-0 | 0-1 | 1-1 |
| Veertien Mie                                               | 0-1 | 1-1 | 2-2 | 2-1 | 2-1 | 1-2 | 3-2 | 1-1 | 1-1 |     | 1-1 | 1-2 | 4-3 | 2-0 | 1-0 |
| Criacao Shinjuku                                           | 0-3 | 2-1 | 0-1 | 0-1 | 0-0 | 0-1 | 0-1 | 1-2 | 1-0 | 1-0 |     | 1-1 | 0-4 | 4-1 | 1-0 |
| Tiamo Hirakata                                             | 1-4 | 1-1 | 2-2 | 2-0 | 2-0 | 0-2 | 2-1 | 1-0 | 1-2 | 2-1 | 2-4 |     | 4-1 | 0-3 | 0-1 |
| Tokyo Musashino United                                     | 0-1 | 2-2 | 2-4 | 1-1 | 0-0 | 2-1 | 0-2 | 0-1 | 2-0 | 1-0 | 0-1 | 2-0 |     | 1-1 | 1-0 |
| Minebea Mitsumi                                            | 1-3 | 1-2 | 2-2 | 1-1 | 1-0 | 0-1 | 2-1 | 0-0 | 0-1 | 2-1 | 2-1 | 1-2 | 0-1 |     | 2-0 |
| Okinawa SV                                                 | 0-5 | 1-2 | 2-2 | 0-1 | 1-0 | 0-2 | 1-0 | 1-1 | 2-1 | 1-0 | 1-2 | 1-1 | 0-3 | 1-0 |     |
| - Victoire à domicile - Match nul - Victoire à l'extérieur |     |     |     |     |     |     |     |     |     |     |     |     |     |     |     |

### Barrage de relégation
Le match de barrage de relégation aura lieu le 3 décembre 2023 et oppose Okinawa SV au Vonds Ichihara (en), deuxième de la Ligue régionale de football des Champions 2023 (en).